# Japanischer Fußball-Supercup 2023
Der japanische Fußball-Supercup 2023, aus Sponsorengründen auch  Fujifilm Super Cup 2023 genannt, wurde am 11. Februar 2023 zwischen dem Japanischen Meister 2022 Yokohama F. Marinos und dem Kaiserpokal-Sieger 2022 Ventforet Kofu ausgetragen. Das Spiel fand im Nationalstadion in Tokio statt. Die Yokohama F. Marinos gewannen das Spiel vor 50.923 Zuschauern mit 2:1.

## Spielstatistik
| Paarung             | Yokohama F. Marinos – Ventforet Kofu |
| Ergebnis            | 2:1 (1:1) |
| Datum               | 11. Februar 2023 um 11:35 Uhr |
| Stadion             | Nationalstadion (Tokio, 2019), Tokio |
| Zuschauer           | 50.923 |
| Schiedsrichter      | Yusuke Araki |
| Tore                | 1:0 Élber (30.) 1:1 Peter Utaka (44.) 2:1 Takuma Nishimura (61.) |
| Yokohama F. Marinos | Powell Obinna Obi – Takumi Kamijima, Shinnosuke Hatanaka, Ryōtarō Tsunoda, Katsuya Nagato – Takuya Kida (84. Joel Chima Fujita), Kōta Watanabe, Takuma Nishimura (67. Marcos Júnior) – Kōta Mizunuma (67. Yan), Anderson Lopes (90.+6' Asahi Uenaka), Élber Cheftrainer: Kevin Muscat ( Australien) |
| Ventforet Kofu      | Kōhei Kawata – Hidehiro Sugai, Hideomi Yamamoto, Eduardo Mancha, Sōta Miura – Nagi Matsumoto, Kazuhiro Satō (81. Kōsuke Taketomi), Yoshiki Torikai (71. Kazushi Mitsuhira), Motoki Hasegawa, Hayata Mizuno (60. Getúlio), Peter Utaka Cheftrainer: Yoshiyuki Shinoda                                |

### Auswechselspieler
| Auswechselspieler | Auswechselspieler |
| --- | --- |
| Yokohama F. Marinos | Ventforet Kofu |
| - Fūma Shirasaka - Eduardo - Marcos Júnior (67.) ▲ - Joel Chima Fujita (84.) ▲ - Riku Yamane - Asahi Uenaka (90.+6) ▲ - Yan (67.) ▲ | - Tsubasa Shibuya - Masahiro Sekiguchi - Shion Inoue - Kōsuke Taketomi (81.) ▲ - Manato Shinada - Kazushi Mitsuhira (71.) ▲ - Getúlio (60.) ▲ |